# Segunda fase da Copa Libertadores da América de 2008
A segunda fase da Copa Libertadores da América de 2008, também conhecida como fase de grupos, foi disputada entre os dias 12 de fevereiro e 23 de abril. O sorteio dos grupos aconteceu em Assunção em 19 de dezembro de 2007. 
O campeão e o vice de cada grupo ao final de seis jogos disputados dentro dos grupos avançaram à fase final, iniciando a partir das oitavas de final.

## Critérios de desempate
De acordo com o regulamento oficial da competição para essa temporada, caso duas ou mais equipes empatassem em números de pontos ao final da segunda fase, os seguintes critérios seriam aplicados para definir a posição final:
1. melhor saldo de gols entre as equipes em questão;
2. maior número de gols marcados entre as equipes em questão;
3. maior número de gols marcados como visitante entre as equipes em questão;
4. sorteio.

## Grupos
|  | Equipes classificadas à fase final  |
|  | Equipes sem chance de classificação |

### Grupo 1
| Time        | P  | J | V | E | D | GP | GC | SG |
| ----------- | -- | - | - | - | - | -- | -- | -- |
| Cruzeiro    | 11 | 6 | 3 | 2 | 1 | 11 | 7  | 4  |
| San Lorenzo | 10 | 6 | 3 | 1 | 2 | 8  | 7  | 1  |
| Caracas     | 7  | 6 | 2 | 1 | 3 | 6  | 11 | -5 |
| Real Potosí | 6  | 6 | 2 | 0 | 4 | 11 | 10 | 1  |

| 12 de fevereiro de 2008 17:50 (UTC-4:30) | Caracas                    | 2 – 0     | San Lorenzo | Olímpico da UCV, Caracas                   |
|                                          | Vargas 39' · Castellín 70' | Relatório |             | Público: 12,077 Árbitro: Albert Duarte COL |

| 13 de fevereiro de 2008 21:50 (UTC-3) | Cruzeiro                                         | 3 – 0     | Real Potosí | Mineirão, Belo Horizonte                     |
|                                       | Marcelo Moreno 46' · Ramires 52' · Guilherme 67' | Relatório |             | Público: 33,874 Árbitro: Roberto Silvera URU |

| 21 de fevereiro de 2008 20:00 (UTC-3) | San Lorenzo | 0 – 0     | Cruzeiro | El Nuevo Gasómetro, Buenos Aires             |
|                                       |             | Relatório |          | Público: 14,845 Árbitro: Carlos Amarilla PAR |

| 26 de fevereiro de 2008 18:50 (UTC-4:30) | Caracas                  | 2 – 1     | Real Potosí | Olímpico da UCV, Caracas                   |
|                                          | Rentería 3' · Vargas 38' | Relatório | Galindo 74' | Público: 12,426 Árbitro: José Buitrago COL |

| 4 de março de 2008 19:20 (UTC-3) | Cruzeiro                                        | 3 – 0     | Caracas | Mineirão, Belo Horizonte                  |
|                                  | Guilherme 9' · Ramires 28' · Marcelo Moreno 64' | Relatório |         | Público: 37,694 Árbitro: Saúl Laverni ARG |

| 11 de março de 2008 20:10 (UTC-4) | Real Potosí             | 2 – 3     | San Lorenzo                             | Víctor Agustín Ugarte, Potosí                |
|                                   | Loayza 17' · Pintos 32' | Relatório | Romeo 71' · Chávez 78' · Torres 88' (P) | Público: 11,880 Árbitro: Jorge Larrionda URU |

| 18 de março de 2008 20:20 (UTC-4:30) | Caracas      | 1 – 1     | Cruzeiro               | Olímpico da UCV, Caracas                |
|                                      | Valencia 30' | Relatório | Marcelo Moreno 55' (P) | Público: 15,837 Árbitro: Óscar Ruiz COL |

| 25 de março de 2008 19:00 (UTC-3) | San Lorenzo      | 1 – 0     | Real Potosí | El Nuevo Gasómetro, Buenos Aires         |
|                                   | González 29' (P) | Relatório |             | Público: 10,915 Árbitro: Héber Lopes BRA |

| 1 de abril de 2008 17:10 (UTC-4) | Real Potosí                         | 3 – 1     | Caracas      | Víctor Agustín Ugarte, Potosí |
|                                  | Candia 3' · Suárez 25' · Pintos 82' | Relatório | Castellín 6' | Árbitro: Georges Buckley PER  |

| 3 de abril de 2008 21:00 (UTC-3) | Cruzeiro                             | 3 – 1     | San Lorenzo | Ipatingão, Ipatinga                         |
|                                  | Marcelo Moreno 11', 71' · Wagner 83' | Relatório | Silvera 87' | Público: 15,843 Árbitro: Carlos Chandía CHI |

| 16 de abril de 2008 18:30 (UTC-4) | Real Potosí                                         | 5 – 1     | Cruzeiro           | Víctor Agustín Ugarte, Potosí |
|                                   | Loayza 4' · Pintos 12' 51' · Candia 67' · Gatty 86' | Relatório | Marcelo Moreno 30' | Árbitro: Alfredo Intriago ECU |

| 16 de abril de 2008 19:30 (UTC-3) | San Lorenzo                                    | 3 – 0     | Caracas | El Nuevo Gasómetro, Buenos Aires           |
|                                   | Bergessio 16' · Rosales 35' (GC) · Silvera 78' | Relatório |         | Público: 21,906 Árbitro: Wilmar Roldán COL |

### Grupo 2
| Time             | P  | J | V | E | D | GP | GC | SG |
| ---------------- | -- | - | - | - | - | -- | -- | -- |
| Estudiantes      | 11 | 6 | 3 | 2 | 1 | 9  | 5  | 4  |
| Lanús            | 10 | 6 | 2 | 4 | 0 | 9  | 6  | 3  |
| Deportivo Cuenca | 6  | 6 | 1 | 3 | 2 | 2  | 5  | -3 |
| Danubio          | 4  | 6 | 1 | 1 | 4 | 5  | 9  | -4 |

| 12 de fevereiro de 2008 19:40 (UTC-5) | Deportivo Cuenca | 1 – 0     | Estudiantes | Estádio Alejandro Serrano Aguilar, Cuenca |
|                                       | Ferradas 45'     | Relatório |             | Público: 12,527 Árbitro: Rubén Selman CHI |

| 14 de fevereiro de 2008 21:50 (UTC-3) | Lanús                                 | 3 – 1     | Danubio      | Estádio Ciudad de Lanús, Lanús, Buenos Aires |
|                                       | Pelletieri 8' · Acosta 56' · Sand 88' | Relatório | Abelenda 37' | Público: 6,479 Árbitro: Carlos Galeano PAR   |

| 21 de fevereiro de 2008 19:20 (UTC-5) | Deportivo Cuenca | 0 – 0     | Danubio | Estádio Alejandro Serrano Aguilar, Cuenca   |
|                                       |                  | Relatório |         | Público: 8,190 Árbitro: Georges Buckley PER |

| 26 de fevereiro de 2008 19:00 (UTC-2) | Estudiantes | 0 – 0     | Lanús | Estádio Ciudad de La Plata, La Plata        |
|                                       |             | Relatório |       | Público: 23,072 Árbitro: Gabriel Favale ARG |

| 5 de março de 2008 20:30 (UTC-3) | Danubio  | 1 – 2     | Estudiantes               | Estádio Jardines del Hipódromo, Montevidéu |
|                                  | Irala 9' | Relatório | Verón 61' (P) · Pérez 86' | Público: 19,335 Árbitro: Enrique Osses CHI |

| 13 de março de 2008 21:10 (UTC-3) | Lanús | 0 – 0     | Deportivo Cuenca | Estádio Ciudad de Lanús, Lanús, Buenos Aires |
|                                   |       | Relatório |                  | Público: 5,545 Árbitro: Enrique Osses CHI    |

| 18 de março de 2008 19:30 (UTC-3) | Estudiantes                  | 2 – 0     | Danubio | Estádio Ciudad de La Plata, La Plata         |
|                                   | Verón 44' (P) · Desábato 75' | Relatório |         | Público: 24,617 Árbitro: Leonardo Gaciba BRA |

| 20 de março de 2008 15:00 (UTC-5) | Deportivo Cuenca | 1 – 1     | Lanús      | Estádio Alejandro Serrano Aguilar, Cuenca    |
|                                   | García 70'       | Relatório | Salomón 7' | Público: 10,143 Árbitro: Sálvio Fagundes BRA |

| 27 de março de 2008 18:30 (UTC-3) | Danubio                     | 2 – 0     | Deportivo Cuenca | Estádio Jardines del Hipódromo, Montevidéu |
|                                   | Malrrechaufe 2' · Lembo 21' | Relatório |                  | Árbitro: Evandro Roman BRA                 |

| 2 de abril de 2008 19:30 (UTC-3) | Lanús                              | 3 – 3     | Estudiantes                                         | Estádio Ciudad de Lanús, Lanús, Buenos Aires |
|                                  | Sand 10' · Valeri 16' · Acosta 78' | Relatório | Desábato 21' · Benítez 24' · Moreno y Fabianesi 61' | Público: 10,652 Árbitro: Pablo Lunatti ARG   |

| 15 de abril de 2008 21:10 (UTC-3) | Danubio     | 1 – 2     | Lanús                 | Estádio Jardines del Hipódromo, Montevidéu |
|                                   | Bardaro 87' | Relatório | Blanco 53' · Sand 63' | Árbitro: Héber Lopes BRA                   |

| 15 de abril de 2008 21:10 (UTC-3) | Estudiantes                 | 2 – 0     | Deportivo Cuenca | Estádio Ciudad de La Plata, La Plata |
|                                   | Lazzaro 11' · Wila 87' (GC) | Relatório |                  | Árbitro: Carlos Amarilla PAR         |

### Grupo 3
| Time            | P  | J | V | E | D | GP | GC | SG  |
| --------------- | -- | - | - | - | - | -- | -- | --- |
| Atlas           | 11 | 6 | 3 | 2 | 1 | 11 | 6  | 5   |
| Boca Juniors    | 10 | 6 | 3 | 1 | 2 | 12 | 9  | 3   |
| Colo Colo       | 10 | 6 | 3 | 1 | 2 | 11 | 9  | 2   |
| Unión Maracaibo | 2  | 6 | 0 | 2 | 4 | 3  | 13 | -10 |

| 20 de fevereiro de 2008 19:30 (UTC-4:30) | Unión Maracaibo | 1 – 1     | Boca Juniors  | Estádio José "Pachencho" Romero, Maracaibo |
|                                          | Mea Vitali 80'  | Relatório | Battaglia 83' | Público: 40,112 Árbitro: Carlos Torres PAR |

| 21 de fevereiro de 2008 20:40 (UTC-6) | Atlas                                   | 3 – 0     | Colo Colo | Estádio Jalisco, Guadalajara                  |
|                                       | Achucarro 7' · Colotto 40' · Medina 68' | Relatório |           | Público: 20,958 Árbitro: Federico Beligoy ARG |

| 28 de fevereiro de 2008 19:50 (UTC-4:30) | Unión Maracaibo | 1 – 3     | Colo Colo                                      | Estádio José "Pachencho" Romero, Maracaibo |
|                                          | Díaz 90+2'      | Relatório | Fierro 49' · Biscayzacú 69' · Lancken 86' (GC) | Público: 36,215 Árbitro: Samuel Haro ECU   |

| 6 de março de 2008 21:20 (UTC-3) | Boca Juniors                   | 3 – 0     | Atlas | La Bombonera, La Boca, Buenos Aires          |
|                                  | Palacio 32', 81' · Palermo 82' | Relatório |       | Público: 27,615 Árbitro: Roberto Silvera URU |

| 12 de março de 2008 20:40 (UTC-6) | Atlas                                    | 3 – 0     | Unión Maracaibo | Estádio Jalisco, Guadalajara             |
|                                   | Flores 40' · Achucarro 61' · Marioni 66' | Relatório |                 | Público: 48,978 Árbitro: Carlos Vera ECU |

| 20 de março de 2008 21:40 (UTC-4) | Colo Colo                    | 2 – 0     | Boca Juniors | Estádio Monumental David Arellano, Santiago |
|                                   | Jorquera 3' · Biscayzacú 35' | Relatório |              | Árbitro: Martín Vázquez URU                 |

| 25 de março de 2008 19:50 (UTC-4:30) | Unión Maracaibo  | 1 – 1     | Atlas           | Estádio José "Pachencho" Romero, Maracaibo |
|                                      | Figueroa 80' (P) | Relatório | Marioni 56' (P) | Público: 36,215 Árbitro: Wilmar Roldán COL |

| 27 de março de 2008 21:00 (UTC-3) | Boca Juniors                                          | 4 – 3     | Colo Colo                        | La Bombonera, La Boca, Buenos Aires |
|                                   | Palermo 29' · Gracián 49' · Palacio 65' · Cardozo 88' | Relatório | Biscayzacú 25', 42' · Moya 90+2' | Árbitro: Carlos Amarilla PAR        |

| 8 de abril de 2008 18:30 (UTC-6) | Atlas                         | 3 – 1     | Boca Juniors  | Estádio Jalisco, Guadalajara |
|                                  | Flores 21' · Marioni 58', 76' | Relatório | Battaglia 30' | Árbitro: Óscar Ruiz COL      |

| 10 de abril de 2008 19:10 (UTC-4) | Colo Colo                    | 2 – 0     | Unión Maracaibo | Estádio Monumental David Arellano, Santiago |
|                                   | Biscayzacú 46' · Barrios 50' | Relatório |                 | Público: 12,252 Árbitro: René Ortubé BOL    |

| 22 de abril de 2008 20:10 (UTC-4) | Colo Colo | 1 – 1     | Atlas       | Estádio Monumental David Arellano, Santiago  |
|                                   | Rojas 3'  | Relatório | Colotto 65' | Público: 16,400 Árbitro: Jorge Larrionda URU |

| 22 de abril de 2008 21:10 (UTC-3) | Boca Juniors                           | 3 – 0     | Unión Maracaibo | La Bombonera, La Boca, Buenos Aires             |
|                                   | Paletta 9' · Datolo 20' · Riquelme 73' | Relatório |                 | Público: 38,488 Árbitro: Víctor Hugo Rivera PER |

### Grupo 4
| Time              | P  | J | V | E | D | GP | GC | SG |
| ----------------- | -- | - | - | - | - | -- | -- | -- |
| Flamengo          | 13 | 6 | 4 | 1 | 1 | 9  | 4  | 5  |
| Nacional          | 12 | 6 | 4 | 0 | 2 | 9  | 5  | 4  |
| Cienciano         | 7  | 6 | 2 | 1 | 3 | 5  | 9  | -4 |
| Coronel Bolognesi | 2  | 6 | 0 | 2 | 4 | 0  | 5  | -5 |

| 13 de fevereiro de 2008 18:50 (UTC-5) | Coronel Bolognesi | 0 – 0     | Flamengo | Estádio Jorge Basadre, Tacna                 |
|                                       |                   | Relatório |          | Público: 7,756 Árbitro: Mauricio Reinoso ECU |

| 14 de fevereiro de 2008 16:30 (UTC-5) | Cienciano         | 2 – 1     | Nacional      | Estádio Garcilaso de la Vega, Cusco        |
|                                       | Vassallo 54', 67' | Relatório | Victorino 88' | Público: 25,038 Árbitro: Enrique Osses CHI |

| 19 de fevereiro de 2008 17:00 (UTC-5) | Coronel Bolognesi | 0 – 1     | Nacional     | Estádio Jorge Basadre, Tacna                |
|                                       |                   | Relatório | Fornaroli 8' | Público: 5,790 Árbitro: Marco Rodríguez MEX |

| 27 de fevereiro de 2008 21:50 (UTC-3) | Flamengo                 | 2 – 1     | Cienciano    | Maracanã, Rio de Janeiro                    |
|                                       | Souza 37' · Marcinho 88' | Relatório | Vassallo 45' | Público: 27,802 Árbitro: Ricardo Grance PAR |

| 6 de março de 2008 19:00 (UTC-2) | Nacional                         | 3 – 0     | Flamengo | Estádio Gran Parque Central, Montevidéu |
|                                  | Morales 40', 67' · Fornaroli 68' | Relatório |          | Público: 13,044 Árbitro: Pablo Pozo CHI |

| 11 de março de 2008 16:50 (UTC-5) | Cienciano | 1 – 0     | Coronel Bolognesi | Estádio Garcilaso de la Vega, Cusco               |
|                                   | Solís 75' | Relatório |                   | Público: 11,424 Árbitro: Víctor Hugo Carrillo PER |

| 19 de março de 2008 21:50 (UTC-3) | Flamengo          | 2 – 0     | Nacional | Maracanã, Rio de Janeiro                     |
|                                   | Marcinho 25', 65' | Relatório |          | Público: 47,096 Árbitro: Carlos Amarilla PAR |

| 25 de março de 2008 21:40 (UTC-5) | Coronel Bolognesi | 0 – 0     | Cienciano | Estádio Jorge Basadre, Tacna |
|                                   |                   | Relatório |           | Árbitro: Héctor Pacheco PER  |

| 3 de abril de 2008 18:40 (UTC-3) | Nacional   | 1 – 0     | Coronel Bolognesi | Estádio Gran Parque Central, Montevidéu |
|                                  | Barone 30' | Relatório |                   | Árbitro: Paulo César Oliveira BRA       |

| 9 de abril de 2008 19:50 (UTC-5) | Cienciano | 0 – 3     | Flamengo                                   | Estádio Garcilaso de la Vega, Cusco |
|                                  |           | Relatório | Renato Augusto 57' · Toró 75' · Juan 90+3' | Árbitro: Sergio Pezzotta ARG        |

| 23 de abril de 2008 19:30 (UTC-3) | Flamengo              | 2 – 0     | Coronel Bolognesi | Estádio do Maracanã, Rio de Janeiro |
|                                   | Bruno 82' · Obina 88' | Relatório |                   | Árbitro: Iván Gamboa BOL            |

| 23 de abril de 2008 19:30 (UTC-3) | Nacional                                | 3 – 1     | Cienciano   | Estádio Gran Parque Central, Montevidéu |
|                                   | Ligüera 39' · Cardacio 53' · Vera 90+2' | Relatório | Guevara 83' | Árbitro: Carlos Chandía CHI             |

### Grupo 5
| Time                   | P  | J | V | E | D | GP | GC | SG |
| ---------------------- | -- | - | - | - | - | -- | -- | -- |
| River Plate            | 12 | 6 | 4 | 0 | 2 | 14 | 8  | 6  |
| América                | 9  | 6 | 3 | 0 | 3 | 10 | 10 | 0  |
| Universidad Católica   | 9  | 6 | 3 | 0 | 3 | 6  | 6  | 0  |
| Universidad San Martín | 6  | 6 | 2 | 0 | 4 | 4  | 10 | -6 |

| 13 de fevereiro de 2008 16:30 (UTC-5) | Universidad San Martín  | 2 – 0     | River Plate | Estádio Monumental, Lima                     |
|                                       | Ovelar 14' · Díaz 90+1' | Relatório |             | Público: 14,641 Árbitro: Leonardo Gaciba BRA |

| 20 de fevereiro de 2008 21:10 (UTC-6) | América                   | 2 – 1     | Universidad Católica | Estádio Azteca, Cidade do México          |
|                                       | Cabañas 38' · Higuaín 90' | Relatório | Bottinelli 70'       | Público: 40,755 Árbitro: Saúl Laverni ARG |

| 26 de fevereiro de 2008 20:40 (UTC-5) | Universidad San Martín | 0 – 1     | Universidad Católica | Estádio Monumental, Lima                 |
|                                       |                        | Relatório | Bottinelli 29'       | Público: 12,197 Árbitro: René Ortubé BOL |

| 27 de fevereiro de 2008 20:30 (UTC-2) | River Plate               | 2 – 1     | América     | Estádio Monumental, Nuñez, Buenos Aires   |
|                                       | García 37' · Ortega 90+2' | Relatório | Cabañas 14' | Público: 22,597 Árbitro: Rubén Selman CHI |

| 12 de março de 2008 21:10 (UTC-4) | Universidad Católica | 1 – 2     | River Plate             | Estádio San Carlos de Apoquindo, Santiago    |
|                                   | Gutiérrez 47'        | Relatório | Abreu 43' · Rosales 87' | Público: 13,654 Árbitro: Sálvio Fagundes BRA |

| 13 de março de 2008 19:30 (UTC-6) | América                               | 3 – 1     | Universidad San Martín | Estádio Azteca, Cidade do México             |
|                                   | Márquez 39' · Íñigo 48' · Cabañas 70' | Relatório | Silva 7'               | Público: 28,397 Árbitro: Carlos Amarilla PAR |

| 26 de março de 2008 21:20 (UTC-3) | River Plate           | 2 – 0     | Universidad Católica | Estádio Monumental, Nuñez, Buenos Aires    |
|                                   | García 1' · Abreu 72' | Relatório |                      | Público: 22,105 Árbitro: Carlos Torres PAR |

| 26 de março de 2008 21:40 (UTC-5) | Universidad San Martín | 1 – 0     | América | Estádio Monumental, Lima               |
|                                   | Leguizamón 36'         | Relatório |         | Público: 13,800 Árbitro: Juan Soto VEN |

| 1 de abril de 2008 21:50 (UTC-4) | Universidad Católica | 1 – 0     | Universidad San Martín | Estádio San Carlos de Apoquindo, Santiago |
|                                  | Gutiérrez 88'        | Relatório |                        | Público: 9,500 Árbitro: Antonio Arias PAR |

| 2 de abril de 2008 21:10 (UTC-6) | América                                               | 4 – 3     | River Plate                                 | Estádio Azteca, Cidade do México             |
|                                  | Iñigo 51' · Esqueda 53' · Cervantes 61' · Cabañas 69' | Relatório | Archubi 6' · Cervantes 55' (GC) · Abreu 62' | Público: 94,997 Árbitro: Roberto Silvera URU |

| 17 de abril de 2008 20:30 (UTC-4) | Universidad Católica   | 2 – 0     | América | Estádio San Carlos de Apoquindo, Santiago |
|                                   | Medel 52' · Bottinelli | Relatório |         | Árbitro: Leonardo Gaciba BRA              |

| 17 de abril de 2008 21:30 (UTC-3) | River Plate                                 | 5 – 0     | Universidad San Martín | Estádio Monumental, Nuñez, Buenos Aires |
|                                   | Abreu 14' 51' 90+1' · García 27' · Ríos 82' | Relatório |                        | Público: 14,110 Árbitro: Óscar Ruiz COL |

### Grupo 6
| Time               | P  | J | V | E | D | GP | GC | SG  |
| ------------------ | -- | - | - | - | - | -- | -- | --- |
| Cúcuta             | 11 | 6 | 3 | 2 | 1 | 7  | 4  | 3   |
| Santos             | 10 | 6 | 3 | 1 | 2 | 13 | 6  | 7   |
| Chivas Guadalajara | 9  | 6 | 3 | 0 | 3 | 8  | 2  | 6   |
| San José           | 4  | 6 | 1 | 1 | 3 | 4  | 14 | -10 |

| 13 de fevereiro de 2008 21:10 (UTC-5) | Cúcuta Deportivo | 0 – 0     | Santos | Estádio General Santander, Cúcuta          |
|                                       |                  | Relatório |        | Público: 23,269 Árbitro: Víctor Rivera PER |

| 19 de fevereiro de 2008 20:40 (UTC-6) | Chivas Guadalajara          | 2 – 0     | San José | Estádio Jalisco, Guadalajara                 |
|                                       | Solís 27' · Santana 53' (P) | Relatório |          | Público: 5,250 Árbitro: Alfredo Intriago ECU |

| 28 de fevereiro de 2008 21:40 (UTC-5) | Cúcuta Deportivo | 0 – 0     | San José | Estádio General Santander, Cúcuta      |
|                                       |                  | Relatório |          | Público: 12,524 Árbitro: Juan Soto VEN |

| 4 de março de 2008 21:50 (UTC-3) | Santos     | 1 – 0     | Chivas Guadalajara | Vila Belmiro, Santos                        |
|                                  | Molina 22' | Relatório |                    | Público: 7,083 Árbitro: Carlos Amarilla PAR |

| 11 de março de 2008 20:30 (UTC-6) | Chivas Guadalajara | 0 – 1     | Cúcuta Deportivo | Estádio Jalisco, Guadalajara                 |
|                                   |                    | Relatório | Urbano 44'       | Público: 9,487 Árbitro: Alfredo Intriago ECU |

| 19 de março de 2008 20:50 (UTC-4) | San José                 | 2 – 1     | Santos            | Estádio Jesús Bermúdez, Oruro |
|                                   | Cerruti 11' · García 62' | Relatório | Kléber Pereira 7' | Árbitro: Samuel Haro ECU      |

| 27 de março de 2008 21:30 (UTC-5) | Cúcuta Deportivo | 1 – 0     | Chivas Guadalajara | Estádio General Santander, Cúcuta |
|                                   | Urbano 62'       | Relatório |                    | Árbitro: Óscar Maldonado BOL      |

| 1 de abril de 2008 20:30 (UTC-3) | Santos                                                                               | 7 – 0     | San José | Vila Belmiro, Santos                       |
|                                  | Domingos 17' · Molina 22', 32', 63', 87' · Kléber Pereira 79' · Michael Quiñónez 81' | Relatório |          | Público: 8,340 Árbitro: Líber Prudente URU |

| 8 de abril de 2008 17:00 (UTC-4) | San José                   | 2 – 4     | Cúcuta Deportivo                  | Estádio Jesús Bermúdez, Oruro |
|                                  | Cerruti 45+1' · Parada 77' | Relatório | Urbano 35', 38', 78' · Torres 53' | Árbitro: Ricardo Grance PAR   |

| 9 de abril de 2008 18:50 (UTC-6) | Chivas Guadalajara                         | 3 – 2     | Santos                          | Estádio Jalisco, Guadalajara |
|                                  | Arellano 13' · Rodríguez 34' · Santana 47' | Relatório | Kléber Pereira 39' · Kléber 56' | Árbitro: José Buitrago COL   |

| 16 de abril de 2008 20:50 (UTC-4) | San José | 0 – 3     | Chivas Guadalajara         | Estádio Jesús Bermúdez, Oruro |
|                                   |          | Relatório | Ávila 29' 42' · Pineda 54' | Árbitro: Pablo Pozo CHL       |

| 16 de abril de 2008 21:50 (UTC-3) | Santos                           | 2 – 1     | Cúcuta Deportivo | Vila Belmiro, Santos                        |
|                                   | Kléber Pereira 68' · Trípodi 88' | Relatório | Henry 22'        | Público: 9,386 Árbitro: Jorge Larrionda URU |

### Grupo 7
| Time              | P  | J | V | E | D | GP | GC | SG |
| ----------------- | -- | - | - | - | - | -- | -- | -- |
| São Paulo         | 11 | 6 | 3 | 2 | 1 | 6  | 4  | 2  |
| Atlético Nacional | 8  | 6 | 2 | 2 | 2 | 8  | 5  | 3  |
| Sportivo Luqueño  | 7  | 6 | 2 | 1 | 3 | 8  | 10 | -2 |
| Audax Italiano    | 7  | 6 | 2 | 1 | 3 | 6  | 9  | -3 |

| 19 de fevereiro de 2008 21:20 (UTC-4) | Audax Italiano | 1 – 2     | Sportivo Luqueño      | Estádio Monumental David Arellano, Santiago |
|                                       | Romero 10'     | Relatório | Servín 8' · Núñez 71' | Público: 2,428 Árbitro: Héber Lopes BRA     |

| 27 de fevereiro de 2008 19:50 (UTC-5) | Atlético Nacional | 1 – 1     | São Paulo   | Estádio Atanasio Girardot, Medellín        |
|                                       | Córdoba 8'        | Relatório | Miranda 32' | Público: 30,918 Árbitro: Víctor Rivera PER |

| 5 de março de 2008 21:50 (UTC-3) | São Paulo        | 2 – 1     | Audax Italiano | Estádio do Morumbi, São Paulo                |
|                                  | Adriano 74', 84' | Relatório | Villanueva 61' | Público: 29,047 Árbitro: Sérgio Pezzotta ARG |

| 6 de março de 2008 21:00 (UTC-5) | Atlético Nacional                            | 3 – 0     | Sportivo Luqueño | Estádio Atanasio Girardot, Medellín          |
|                                  | Galván Rey 21' · Villagra 43' · Valencia 81' | Relatório |                  | Público: 15,866 Árbitro: Jorge Larrionda URU |

| 18 de março de 2008 21:50 (UTC-4) | Audax Italiano | 1 – 0     | Atlético Nacional | Estádio Monumental David Arellano, Santiago |
|                                   | Orellana 48'   | Relatório |                   | Árbitro: Fernando Cabrera URU               |

| 20 de março de 2008 18:20 (UTC-4) | Sportivo Luqueño | 1 – 1     | São Paulo   | Estádio Feliciano Cáceres, Luque             |
|                                   | Duarte 90+1'     | Relatório | Aloísio 59' | Público: 10,111 Árbitro: Sergio Pezzotta ARG |

| 2 de abril de 2008 21:50 (UTC-3) | São Paulo     | 1 – 0     | Sportivo Luqueño | Estádio do Morumbi, São Paulo               |
|                                  | Adriano 90+3' | Relatório |                  | Público: 25,563 Árbitro: Martín Vázquez URU |

| 3 de abril de 2008 21:20 (UTC-5) | Atlético Nacional | 1 – 1     | Audax Italiano | Estádio Atanasio Girardot, Medellín |
|                                  | Villagra 59'      | Relatório | Orellana 78'   | Árbitro: Carlos Vera EQU            |

| 10 de abril de 2008 21:30 (UTC-4) | Sportivo Luqueño | 1 – 3     | Atlético Nacional                           | Estádio Feliciano Cáceres, Luque         |
|                                   | Lazaga 69'       | Relatório | Villagra 38' · Galván Rey 51' · Córdoba 91' | Público: 5,954 Árbitro: Saúl Laverni ARG |

| 10 de abril de 2008 21:30 (UTC-4) | Audax Italiano | 1 – 0     | São Paulo | Estádio Monumental David Arellano, Santiago |
|                                   | Ramos 77'      | Relatório |           | Público: 2,454 Árbitro: Héctor Baldassi ARG |

| 23 de abril de 2008 20:50 (UTC-4) | Sportivo Luqueño                          | 4 – 1     | Audax Italiano | Estádio Feliciano Cáceres, Luque |
|                                   | Abente 2', 28' · Gigena 8' · Esquivel 44' | Relatório | Villanueva 55' | Árbitro: Roberto Silvera URU     |

| 23 de abril de 2008 21:50 (UTC-3) | São Paulo      | 1 – 0     | Atlético Nacional | Estádio do Morumbi, São Paulo              |
|                                   | Alex Silva 39' | Relatório |                   | Público: 25,902 Árbitro: Carlos Torres PAR |

### Grupo 8
| Time       | P  | J | V | E | D | GP | GC | SG |
| ---------- | -- | - | - | - | - | -- | -- | -- |
| Fluminense | 13 | 6 | 4 | 1 | 1 | 11 | 3  | 8  |
| LDU        | 10 | 6 | 3 | 1 | 2 | 10 | 5  | 5  |
| Arsenal    | 9  | 6 | 3 | 0 | 3 | 6  | 14 | -8 |
| Libertad   | 3  | 6 | 1 | 0 | 5 | 5  | 10 | -5 |

| 20 de fevereiro de 2008 18:40 (UTC-3) | Arsenal        | 1 – 0     | Libertad | Estádio Julio Humberto Grondona, Sarandí, Buenos Aires |
|                                       | Leguizamón 79' | Relatório |          | Público: 1,894 Árbitro: Sálvio Fagundes BRA            |

| 20 de fevereiro de 2008 19:50 (UTC-5) | LDU | 0 – 0     | Fluminense | Estádio La Casa Blanca, Quito              |
|                                       |     | Relatório |            | Público: 12,144 Árbitro: Albert Duarte COL |

| 4 de março de 2008 15:00 (UTC-5) | LDU                       | 2 – 0     | Libertad | Estádio La Casa Blanca, Quito          |
|                                  | Urrutia 71' · Guerrón 82' | Relatório |          | Público: 7,523 Árbitro: Óscar Ruiz COL |

| 5 de março de 2008 21:50 (UTC-3) | Fluminense                                                                   | 6 – 0     | Arsenal | Maracanã, Rio de Janeiro                   |
|                                  | Thiago Neves 14' · Dodô 25', 50' · Gabriel 45' · Washington 72' · Cícero 86' | Relatório |         | Público: 32,614 Árbitro: Carlos Torres PAR |

| 12 de março de 2008 19:10 (UTC-3) | Arsenal | 0 – 1     | LDU             | Estádio Julio Humberto Grondona, Sarandí, Buenos Aires |
|                                   |         | Relatório | Urrutia 79' (P) | Público: 1,586 Árbitro: Carlos Chandía CHI             |

| 19 de março de 2008 18:30 (UTC-4) | Libertad    | 1 – 2     | Fluminense          | Estádio Defensores del Chaco, Assunção |
|                                   | Samudio 30' | Relatório | Washington 40', 50' | Árbitro: Héctor Baldassi ARG           |

| 26 de março de 2008 17:00 (UTC-5) | LDU                                                                   | 6 – 1     | Arsenal       | Estádio La Casa Blanca, Quito                  |
|                                   | Urrutia 15' · Manso 20' · Bolaños 29', 43' · Bieler 65' · Obregón 90' | Relatório | Leguizamón 4' | Público: 11,767 Árbitro: Armando Archundia MEX |

| 2 de abril de 2008 21:50 (UTC-3) | Fluminense                    | 2 – 0     | Libertad | Maracanã, Rio de Janeiro                  |
|                                  | Cícero 30' · Thiago Silva 51' | Relatório |          | Público: 33,551 Árbitro: Rubén Selman CHI |

| 8 de abril de 2008 21:50 (UTC-4) | Libertad                              | 3 – 1     | LDU         | Estádio Defensores del Chaco, Assunção |
|                                  | Lopéz 10' · Oliveira 14' · Cuevas 65' | Relatório | Obregón 65' | Árbitro: Jorge Larrionda URU           |

| 9 de abril de 2008 19:30 (UTC-3) | Arsenal                   | 2 – 0     | Fluminense | Estádio Julio Humberto Grondona, Sarandí, Buenos Aires |
|                                  | Biagini 59' · Bottaro 65' | Relatório |            | Árbitro: Víctor Rivera PER                             |

| 17 de abril de 2008 18:10 (UTC-4) | Libertad   | 1 – 2     | Arsenal                   | Estádio Defensores del Chaco, Assunção    |
|                                   | Cuevas 23' | Relatório | Bottaro 10' · Yacuzzi 68' | Público: 220 Árbitro: Óscar Maldonado BOL |

| 17 de abril de 2008 19:10 (UTC-3) | Fluminense | 1 – 0     | LDU | Maracanã, Rio de Janeiro                     |
|                                   | Cícero 30' | Relatório |     | Público: 19,249 Árbitro: Roberto Silvera URU |